# 雷姆克空降獵兵旅
雷姆克空降獵兵旅（德語：Fallschirmjäger-Brigade Ramcke）是納粹德国空军的一支空降獵兵旅，以指揮官赫曼-柏恩哈特·雷姆克命名，二战期间曾在地中海战区作战。

## 历史
该旅成立于1942年，被派往北非加入非洲军团。雷姆克的部队在非洲军团进攻苏伊士运河期间与意大利第25步兵师并肩作战，随后英国軍隊在阿拉曼镇附近集结。英国的行动导致该旅与德军分离，并且由于缺乏机动运输，无法像战线一样快速移动。在四面受敌的战斗中，他们损失惨重（约450人），并俘获了一支运送食品和燃料的英国补给车队，雷姆克后来表示，最令人惊喜的是烟草和奢侈品。大约600名幸存者使用这些卡车返回德军防线。
该旅随后撤退到突尼斯。雷姆克被调回德国，在那里他被授予橡叶骑士鐵十字勋章，指挥权交给了汉斯·克罗少校。剩下的旅在1943年5月隨德国非洲装甲军投降。